# (4515) Khrennikov
(4515) Khrennikov (1973 SD6) – planetoida z pasa głównego asteroid okrążająca Słońce w ciągu 3,75 lat w średniej odległości 2,41 j.a. Odkryta 28 września 1973 roku.